# Bigymnaspis bullata
Bigymnaspis bullata är en insektsart som först beskrevs av Green 1896.  Bigymnaspis bullata ingår i släktet Bigymnaspis och familjen pansarsköldlöss. Inga underarter finns listade i Catalogue of Life.